# Michiel Sol
Michiel Sol (Waddinxveen, 23 oktober 1973) is een Nederlandse voormalige profvoetballer die als verdediger speelde. 
Hij begon zijn profcarrière in 1994 bij Feyenoord, waar hij overkwam van SC Feyenoord. Al snel werd hij verhuurd aan Excelsior en vervolgens vier maanden samen met Barry Dubbeldeman aan het Zweedse IFK Hässleholm dat uitkwam in de Division 1 Södra. Daarna maakte Sol de overstap naar Excelsior. In 1999 ging hij over naar Go Ahead Eagles. 
In 2002 beëindigde hij zijn profcarrière. Hij ging spelen bij amateurclub SVV Scheveningen. In 2006 stapte hij over naar CVV De Jodan Boys, waar hij bleef tot 2009. Daar was hij van 2014 tot 2020 assistent-trainer.